# Saint-Hippolyte, Pyrénées-Orientales
Saint-Hippolyte (katalanska: Sant Hipòlit de la Salanca) är en kommun i departementet Pyrénées-Orientales i regionen Occitanien i södra Frankrike. Kommunen ligger i kantonen Saint-Laurent-de-la-Salanque som tillhör arrondissementet Perpignan. År 2022 hade Saint-Hippolyte 3 177 invånare.

## Administration

### Borgmästare
| Borgmästare            | Ämbetsperiod |
| ---------------------- | ------------ |
| Étienne Masnou         | ?-06/1815    |
| Pierre Gari            | 06/1815-?    |
|                        |              |
| Michel Montagne        | 2001-2014    |
| Madeleine Garcia-Vidal | 2014-        |

## Befolkningsutveckling
Antalet invånare i kommunen Saint-Hippolyte
| Referens: INSEE |